# 喬西·鮑曼
喬西·鮑曼（Joshua Tobias Bowman，1988年3月4日—）是一位英國男演員。2011年，他被Screen International選為明日之星。他在ABC電視劇Revenge中飾演Daniel Grayson。他也出演過多部電影。

## 外部連結
- Joshua Bowman在互联网电影资料库（IMDb）上的資料（英文）